# Cluj-Napoca
Cluj-Napoca (phát âm tiếng Romania: [ˈkluʒ naˈpoka] ⓘ; tiếng Đức: Klausenburg; tiếng Hungary: Kolozsvár, Hungarian pronunciation:Bản mẫu:ConvertIPA-hu; Medieval Latin: Castrum Clus, Claudiopolis; tiếng Yid: קלויזנבורג, Kloiznburg), tên thường gọi là Cluj, là một thành phố România. Thành phố là thủ phủ hạt Cluj. Đây là thành phố lớn thứ 4 quốc gia này. Thành phố có cự ly bằng nhau so với Bucharest (441 km / 276 mi), Budapest (409 km / 256 mi) và Belgrade (465 km / 291 mi). 
Thành phố Cluj-Napoca có dân số 317.853 người (theo điều tra dân số năm 2002). Năm 2009, dân số thành phố là 306.009 người, giảm so với số liệu điều tra năm 2002. Vùng đô thị Cluj-Napoca có dân số 379.705 người, còn dân số của vùng peri-urban (tiếng Romania: zona periurbană) vượt 400.000 người. Chính phủ mới của vùng đô thị Cluj-Napoca bắt đầu hoạt động tháng 12 năm 2008. Theo số liệu năm 2007 thì dân số thành phố là 392.276 người. Tuy nhiên số liệu này không kể dân trôi nổi và sinh viên và dân không thường trú ước tính khoảng 20.000 người.
Thành phố có diện tích  km². Thành phố có độ cao 360 mét trên mực nước biển.

## Khí hậu
| Dữ liệu khí hậu của Cluj-Napoca                                   | Dữ liệu khí hậu của Cluj-Napoca | Dữ liệu khí hậu của Cluj-Napoca | Dữ liệu khí hậu của Cluj-Napoca | Dữ liệu khí hậu của Cluj-Napoca | Dữ liệu khí hậu của Cluj-Napoca | Dữ liệu khí hậu của Cluj-Napoca | Dữ liệu khí hậu của Cluj-Napoca | Dữ liệu khí hậu của Cluj-Napoca | Dữ liệu khí hậu của Cluj-Napoca | Dữ liệu khí hậu của Cluj-Napoca | Dữ liệu khí hậu của Cluj-Napoca | Dữ liệu khí hậu của Cluj-Napoca | Dữ liệu khí hậu của Cluj-Napoca |
| Tháng                                                             | 1                               | 2                               | 3                               | 4                               | 5                               | 6                               | 7                               | 8                               | 9                               | 10                              | 11                              | 12                              | Năm                             |
| ----------------------------------------------------------------- | ------------------------------- | ------------------------------- | ------------------------------- | ------------------------------- | ------------------------------- | ------------------------------- | ------------------------------- | ------------------------------- | ------------------------------- | ------------------------------- | ------------------------------- | ------------------------------- | ------------------------------- |
| Cao kỉ lục °C (°F)                                                | 14.0 (57.2)                     | 19.3 (66.7)                     | 26.6 (79.9)                     | 30.2 (86.4)                     | 32.5 (90.5)                     | 36.0 (96.8)                     | 37.0 (98.6)                     | 38.0 (100.4)                    | 33.7 (92.7)                     | 32.6 (90.7)                     | 26.0 (78.8)                     | 18.7 (65.7)                     | 38.0 (100.4)                    |
| Trung bình ngày tối đa °C (°F)                                    | 0.3 (32.5)                      | 3.2 (37.8)                      | 9.9 (49.8)                      | 15.0 (59.0)                     | 20.3 (68.5)                     | 22.6 (72.7)                     | 24.5 (76.1)                     | 24.3 (75.7)                     | 20.7 (69.3)                     | 14.6 (58.3)                     | 6.3 (43.3)                      | 1.8 (35.2)                      | 13.6 (56.5)                     |
| Trung bình ngày °C (°F)                                           | −3.4 (25.9)                     | −1.2 (29.8)                     | 4.1 (39.4)                      | 9.0 (48.2)                      | 14.2 (57.6)                     | 16.6 (61.9)                     | 18.2 (64.8)                     | 17.8 (64.0)                     | 14.1 (57.4)                     | 8.5 (47.3)                      | 2.4 (36.3)                      | −1.5 (29.3)                     | 8.2 (46.8)                      |
| Tối thiểu trung bình ngày °C (°F)                                 | −6.5 (20.3)                     | −4.7 (23.5)                     | −0.6 (30.9)                     | 3.9 (39.0)                      | 8.6 (47.5)                      | 11.3 (52.3)                     | 12.7 (54.9)                     | 12.2 (54.0)                     | 8.9 (48.0)                      | 3.8 (38.8)                      | −0.7 (30.7)                     | −4.2 (24.4)                     | 3.7 (38.7)                      |
| Thấp kỉ lục °C (°F)                                               | −34.2 (−29.6)                   | −32.5 (−26.5)                   | −22.0 (−7.6)                    | −8.4 (16.9)                     | −3.5 (25.7)                     | 0.4 (32.7)                      | 5.2 (41.4)                      | 3.5 (38.3)                      | −3.0 (26.6)                     | −8.8 (16.2)                     | −22.3 (−8.1)                    | −27.9 (−18.2)                   | −34.2 (−29.6)                   |
| Lượng Giáng thủy trung bình mm (inches)                           | 24 (0.9)                        | 20 (0.8)                        | 22 (0.9)                        | 48 (1.9)                        | 69 (2.7)                        | 95 (3.7)                        | 81 (3.2)                        | 60 (2.4)                        | 36 (1.4)                        | 31 (1.2)                        | 30 (1.2)                        | 32 (1.3)                        | 548 (21.6)                      |
| Lượng tuyết rơi trung bình cm (inches)                            | 6.0 (2.4)                       | 11.5 (4.5)                      | 5.8 (2.3)                       | 1.3 (0.5)                       | 0.0 (0.0)                       | 0.0 (0.0)                       | 0.0 (0.0)                       | 0.0 (0.0)                       | 0.0 (0.0)                       | 0.5 (0.2)                       | 2.6 (1.0)                       | 5.8 (2.3)                       | 33.5 (13.2)                     |
| Số ngày giáng thủy trung bình (≥ 1.0 mm)                          | 6                               | 5                               | 5                               | 9                               | 11                              | 11                              | 10                              | 8                               | 6                               | 6                               | 7                               | 7                               | 91                              |
| Số giờ nắng trung bình tháng                                      | 70.9                            | 98.8                            | 165.2                           | 174.7                           | 230.8                           | 238.6                           | 273.8                           | 261.6                           | 204.8                           | 166.2                           | 74.9                            | 54.7                            | 2.015                           |
| Nguồn 1: NOAA                                                     |                                 |                                 |                                 |                                 |                                 |                                 |                                 |                                 |                                 |                                 |                                 |                                 |                                 |
| Nguồn 2: Romanian National Statistic Institute (cực độ 1901–2000) |                                 |                                 |                                 |                                 |                                 |                                 |                                 |                                 |                                 |                                 |                                 |                                 |                                 |